# La Souris qui rugissait (film, 1959)
Série
La Souris sur la Lune
(1963)
Pour plus de détails, voir Fiche technique et Distribution.
La Souris qui rugissait (The Mouse That Roared) est un film britannique réalisé par Jack Arnold, sorti en 1959. Le scénario est tiré du roman éponyme The Mouse That Roared de Leonard Wibberley sorti en 1955. Une suite est tournée en 1963 La Souris sur la Lune.

## Synopsis
Le Duché du Grand Fenwick est un minuscule État des Alpes, dirigé par la Grande-Duchesse Gloriana. La situation économique devenant désastreuse en 1959, le gouvernement décide de déclarer la guerre aux États-Unis pour la perdre aussitôt et obtenir une aide économique pour le développement du pays (dans la logique du plan Marshall). Une pitoyable armée d'archers moyenâgeux est envoyée en Amérique, dirigée par le très modeste Tully Bascombe.
Après leur débarquement à New York, un improbable concours de circonstances permet à Tully Bascombe de s'emparer d'une arme nucléaire surpuissante et d'enlever son inventeur, le docteur Alfred Kokintz et sa charmante fille Helen, ainsi que quelques soldats américains dont un général.
Le retour « victorieux » provoque la panique du Premier ministre qui voit son plan anéanti par l'incroyable réussite de Tully Bascombe.
Après des tractations diplomatiques et une course-poursuite, la bombe reste en possession du grand-duché et lui assure sa prospérité.

## Fiche technique
- Titre français : La Souris qui rugissait
- Titre original : The Mouse That Roared
- Réalisation : Jack Arnold
- Scénario : Roger MacDougall et Stanley Mann, d'après le roman de Leonard Wibberley The Mouse That Roared paru en 1955.
- Musique : Edwin Astley
- Direction artistique : Geoffrey Drake
- Costumes : Anthony Mendleson
- Photographie : John Wilcox
- Son : Red Law, George Stephenson
- Montage : Raymond Poulton
- Production : Walter Shenson, Carl Foreman
- Société de production : Highroad Productions
- Société de distribution au Royaume-Uni, aux USA et en France : Columbia Pictures
- Pays d'origine :  Royaume-Uni
- Langues : Anglais, Français
- Format : Couleur - Mono - 35 mm - 1.85:1
- Genre : Comédie
- Durée : 78 min
- Date de sortie : première sortie en Suisse à Genève le 23 mai 1959[1]
- Affiche : Georges Kerfyser (France)

## Distribution
- Peter Sellers (VF : Michel Roux / Hubert Noël / Roger Carel) : Tully Bascombe / Le premier ministre, comte Rupert Mountjoy / La Grande Duchesse Gloriana XII
- Jean Seberg (VF : Martine Sarcey) : Helen Kokintz
- William Hartnell (VF : Guy Piérauld) : Will Buckley
- David Kossoff : Dr. Alfred Kokintz
- Leo McKern (VF : Pierre Leproux) : Benter
- George Margo : O'Hara
- MacDonald Parke : Le général Snippet
- Bill Nagy (VF : Henry Charrett) : Le policier américain
- Austin Willis (VF : Lucien Bryonne) : Le secrétaire américain de La Défense
- Charles Clay : L'ambassadeur britannique
- Stuart Saunders : Le capitaine du Queen Elizabeth
- Ken Stanley (VF : Alain Nobis) : L'officier en second du Queen Elizabeth
- Harold Kasket (VF : Claude Bertrand) : Le capitaine Pedro
- Bill Edwards (VF : Roger Rudel) : Le capitaine de l'armée
- Lionel Murton (VF : Jean Berton) : Le général américain
- Monty Landis : Cobbley
- Alan Gifford : le responsable des tirs aériens